# 11521 Erikson
A 11521 Erikson (ideiglenes jelöléssel 1991 GE9) a Naprendszer kisbolygóövében található aszteroida. Eric Walter Elst fedezte fel 1991. április 10-én.
Nevét Erik H. Erikson (1902 – 1994) fejlődéspszichológus, pszichoanalitikus, Pulitzer-díjas író után kapta.